# دربند، تاجیکستان
دَربَند یک منطقهٔ مسکونی در تاجیکستان است که در ناحیه نورآباد واقع شده‌است. در زمان شوروی این شهر کومسومول‌آباد نام داشت. این شهر ۱٬۳۰۰ نفر جمعیت دارد.